# Spinoizam
Spinoizam ili spinozizam jest monistički filozofski sistem Baruha Spinoze koji definiše "Boga" kao jedinstvenu samodovoljnu supstancu, s obzirom na to da su materije i misli takvi atributi. Spinoza o svom poimanju Boga govori u prvoj knjizi svoje Etike.

## Supstancija
Da bismo razumeli Spinozino viđenje Boga, prvo je bitno da razumemo šta on podrazumeva pod supstancijom. Odgovor na to Spinoza daje već na samom početku Etike. Supstancija je ono što u sebi jeste i pomoću sebe se shvata. Slobodno bismo mogli konstatovati da je supstancija ono samodovoljno, što ni od čega drugog ne zavisi. Ovo na neki način implicira činjenicu da postoji samo jedna supstancija, a ne više njih. Međutim, to ćemo, zajedno sa Spinozom, dokazati tek kasnije. Dalje se navodi: „Supstancija je po prirodi ranija nego njena stanja.“ Stanja o kojima ovde govorimo Spinoza naziva modusima supstancije. To je sasvim logično - da ono što potiče od supstancije mora da sledi tek nakon nje same. Ako smo utvrdili da supstancija prethodi modusima, onda treba da utvrdimo kakav je odnos dve supstancije. Dve supstancije se mogu uporediti samo ako su iste prirode. Kada kažemo da su one iste prirode, to znači da one imaju iste atribute. Ako smo konstatovali da je supstancija samodovoljna, odnosno nezavisna od bilo čega drugog, da li onda mogu da postoje dve supstancije? Mogu pod uslovom da su one različite prirode. To bi značilo da će jedna od ove dve supstancije biti samodovoljna, dok druga neće. Ako ova druga nije samodovoljna, to automatski negira suštinu nje kao supstancije. Zaključak do kojeg dolazimo: postoji samo jedna supstancija.
Spinozin stav, da postoji samo jedna supstancija, drastično je drugačiji od stavova svojih prethodnika. To će mu omogućiti i da razvije jedno potpuno drugačije poimanje Boga, od onoga kako je On bio razumevan u sholastičkoj nauci. Najpre, ta razlika se ogleda u tome što se Bog u sholastici tumačio kao duhovno biće, potpuno odvojeno od materije, i na osnovu toga mu se pripisivala besmrtnost i neraspadljivost. Oko načina na koji je Bog mogao da stvori materijalnu prirodu, bilo je različitih mišljenja. Ali gotovo se velika većina mislilaca srednjeg veka slagala u tome da je Bog nešto odvojeno od materije. Ako pak postoji materijalna supstancija pored same božanske, onda to bitno odstupa od Spinozinog stava da postoji samo jedna supstancija. Naime, ako postoji samo jedna supstancija, to direktno znači da ona nije proizvedena od strane druge supstancije. Ona je proizvod same sebe, odnosno sama je sebi uzrok.
Još jedna veoma bitna osobina koju Spinoza pridaje supstanciji jeste „postojanje“. To bi značilo da je supstanciji nužno da postoji, jer je to u njenoj suštini. Takav zaključak možemo izvesti iz same one činjenice da je supstancija samodovoljna, odnosno da njoj nije potrebno ništa drugo da bi postojala. A i sama činjenica da je ona jedna jedina supstancija već nužno ukazuje na to da ona mora da postoji, jer bez nje ništa drugo ne postoji. Opet, ako je ona jedina supstancija koja postoji, da li je ona ograničena nečim? Spinoza u drugoj definiciji koju navodi kaže: „Konačnom u svojoj vrsti naziva se ona stvar koja može biti ograničena drugom stvari iste prirode.“ Rekli smo da dve supstancije iste prirode ne mogu da postoje. To onda ukazuje na činjenicu da ova jedna postojeća supstancija nije ograničena drugom supstancijom. Jedini zaključak do koga dolazimo jeste da je supstancija beskonačna. Koplston kaže: „I pošto nam filozofija kaže da je najviša stvarnost beskonačna, ta stvarnost mora sadržavati celokupno bivstvovanje unutar sebe. Bog ne može biti nešto odvojeno od sveta.“ Nakon svih podataka koje smo sakupili da je supstancija: jedna, beskonačna, samodovoljna, večna itd., nije preterano teško doći do zaključka da je supstancija sam Bog.

### Atributi supstancije
Ako smo utvrdili da je supstancija neka jednina, odakle onda množina koju mi vidimo oko sebe? Spinoza to objašnjava atributima supstancije. „Pod atributom razumem ono što razum opaža na supstanciji, kao da sačinjava njenu suštinu.“ Ovi atributi jesu načini na koji se supstancija pojavljuje. Oni su, za razliku od same supstancije koja je jedna, množina. Iz same definicije atributa vidimo da se supstancija sama po sebi ne opaža, odnosno da ju razum ne opaža. Tu bismo mogli svrstati i naš (ljudski) razum koji „ne vidi“ supstanciju, već samo njene moduse i atribute. Razlog za to je taj što mi, kao modusi supstancije, nemamo dovoljnu moć da prirodu vidimo kao Jednu, već kao množinu. Samo je Bog „sposoban“ da svet vidi kao jedninu. „Daleko, dakle, od toga da bi bilo besmisleno pridavati jednoj supstanciji više atributa, - u prirodi doista ništa nije jasnije nego da svako biće mora biti shvaćeno pod nekim atributom.“ „Nužnim načinom postoji Bog, ili supstancija koja se sastoji iz beskrajno mnogo atributa, od kojih svaki izražava večnu i beskrajnu suštinu.“ Iz prethodno navedenog možemo da vidimo da se savršenstvo Boga, kao što smo rekli, ogleda u njegovom jedinstvu. Pri tom svet ovakav kakav mi poznajemo se ogleda u njegovim atributima. Reći da se Bog javlja mnogostruko, bi u Spinozinom slučaju bilo pogrešno. Pre bismo mogli reći da se nama čini da se on javlja mnogostruko, jer i mi sami smo samo modusi te jedne supstancije, odnosno Boga.
Sama činjenica da supstancija jeste jedna, ali nam se ipak čini da se javlja mnogostruko, može da nas zbuni. Spinoza iznosi jedan veoma interesantan dokaz u prilog tome. Naime, supstancija može da stvori, odnosno da deluje samo na ono što je iste prirode kao i ona. Ako su atributi supstancije iste prirode kao i ona, to bi značilo da su i sami ti atributi beskrajni, samodovoljni itd. Ali onda bi u tom slučaju i sami atributi postali supstancije. Ako pak, sa druge strane, pretpostavimo da atributi supstancije nemaju ništa sa samom prirodom supstancije, osim što su njeni „delovi“, onda bismo došli do zaključka da je supstancija sastavljena iz različiti atributa odnosno „delova“, što opet narušava njenu suštinu. Dakle ni to ne može biti slučaj. „Apsolutno beskrajna supstancija je nedeljiva.“ Način na koji bismo mogli da zamislimo ovu supstanciju je sledeći: Zamislimo Boga, odnosno supstanciju kao jednu krivu liniju koja nema ni početak ni kraj. Razlog zašto ovu liniju prikazujemo kao krivu, a ne pravu, jeste taj što iz aspekta „prostih bića“, odnosno modusa supstancije, Bog nije nešto jednolično, jednako, već različito i promenljivo. Mi kao modusi supstancije nismo u mogućnosti da Boga vidimo kao Jedno, pa na kontu toga, smatram da kriva linija bolje prezentuje naše poimanje Boga od prave linije. Ako bi ova linija imala početak i kraj (na primer tačka A i tačka B), u tom slučaju ona ne bi bila beskonačna. Pošto ona nema ni početak ni kraj, to po logici znači da je ona beskonačna. Čuveni antički mislilac Zenon iz Eleje, izneo je jedan paradoks, prema kome se linija može podeliti u beskonačno mnogo delova. On je do tog zaključka došao metodom polovine, odnosno od svakog pola opet pola. To bi bilo moguće da je ova linija imala svoj početak i kraj. To je zbog toga što liniju određene dužine možemo da podelimo na pola. Liniju beskonačne dužine ne možemo podeliti nikako, jer ona nema mere! Uprošteno rečeno, pola od beskonačno jeste beskonačno, što je apsurdno. Dakle, ono što je beskonačno to je nedeljivo, jedno. Ova linija, koju smo prikazali jeste Bog odnosno supstancija, a čitavom njenom dužinom, prostiru se njeni atributi.